# أوقست هولمغرين
أوقست هولمغرين (بالسويدية: August Holmgren)‏ هو عالم حشرات وعالم طيور سويدي، ولد في 10 نوفمبر 1829 في Västra Ny församling ‏ في السويد، وتوفي في 31 ديسمبر 1888 في Hedvig Eleonora Parish ‏ في السويد.